# Station Opatówek Wąskotorowy
Station Opatówek Wąskotorowy is een spoorwegstation in de Poolse plaats Opatówek.